# Combinata nordica ai IX Giochi olimpici invernali
Nella combinata nordica ai IX Giochi olimpici invernali fu disputata una sola gara, il 2 e il 3 febbraio, che assegnò solo le medaglie olimpiche (a differenza di salto e fondo, i cui titoli furono validi anche come Campionati mondiali di sci nordico).

## Risultati
Presero il via 32 atleti di 11 diverse nazionalità. La prima prova disputata, il 2 febbraio, fu quella di salto. A partire dalle 14:05 sul Toni Seelos s'impose il tedesco Georg Thoma davanti al norvegese Tormod Knutsen e allo sovietico Nikolaj Kiselëv.
Il giorno dopo si corse la 15 km di sci di fondo, a partire dalle 13:05, su un percorso che copriva un dislivello di 179 m con partenza e arrivo nello "Stadio del fondo" di Seefeld in Tirol; a vincere fu lo svizzero Alois Kälin davanti ai norvegesi Arne Barhaugen e Arne Larsen, ma i piazzamenti ottenuti nel salto (rispettivamente 28°, 20° e 17°) non consentirono loro di competere per le medaglie. Thoma chiuse soltanto decimo e nella classifica finale discese fino al terzo posto; Knutsen, per contro, si classificò quarto e conquistò l'oro; Kiselëv, 8° nel fondo, scalò al secondo posto.

### Prova di salto
I concorrenti avevano diritto a tre salti, valevano per la classifica finale la somma dei migliori due.
| Pos. | Atleta                | Nazione          | 1º salto | 1º salto  | 2º salto | 2º salto  | 3º salto | 3º salto  | PC    |
| Pos. | Atleta                | Nazione          | Distanza | Punteggio | Distanza | Punteggio | Distanza | Punteggio | PC    |
| ---- | --------------------- | ---------------- | -------- | --------- | -------- | --------- | -------- | --------- | ----- |
| 1    | Georg Thoma           | Germania         | 73,0     | 122,0     | 71,0     | 119,1     | 66,0     | 112,7     | 241,1 |
| 2    | Tormod Knutsen        | Norvegia         | 74,0     | 120,8     | 72,0     | 118,1     | 65,0     | 110,2     | 238,9 |
| 3    | Nikolaj Kiselëv       | Unione Sovietica | 70,0     | 113,9     | 62,0     | 94,1      | 70,0     | 119,1     | 233,0 |
| 4    | Roland Weißpflog      | Germania         | 62,0     | 101,3     | 71,0     | 117,1     | 68,0     | 115,3     | 232,4 |
| 5    | Willi Köstinger       | Austria          | 70,5     | 113,8     | 65,0     | 101,0     | 66,5     | 111,7     | 225,5 |
| 6    | Rainer Dietel         | Germania         | 72,0     | 114,5     | 67,5     | 109,3     | 65,5     | 108,3     | 223,8 |
| 7    | Nikolaj Gusakov       | Unione Sovietica | 65,0     | 100,3     | 66,0     | 103,4     | 69,5     | 120,0     | 223,4 |
| 8    | Erwin Fiedor          | Polonia          | 68,0     | 105,4     | 72,0     | 113,7     | 65,0     | 97,1      | 219,1 |
| 9    | Bjørn Wirkola         | Norvegia         | 65,0     | 101,9     | 67,0     | 101,0     | 68,0     | 115,3     | 217,2 |
| 10   | Vyacheslav Dryagin    | Unione Sovietica | 63,0     | 95,9      | 64,5     | 101,8     | 67,0     | 114,4     | 216,2 |
| 11   | Waldemar Heigenhauser | Austria          | 67,5     | 105,4     | 67,0     | 105,0     | 56,0     | 83,7      | 210,4 |
| 12   | Takashi Fujisawa      | Giappone         | 63,5     | 99,8      | 68,0     | 108,3     | 60,0     | 96,4      | 208,1 |
| 13   | Josef Kutheil         | Cecoslovacchia   | 67,5     | 105,4     | 62,0     | 92,5      | 62,5     | 102,6     | 208,0 |
| 14   | Erkki Luiro           | Finlandia        | 65,5     | 103,5     | 64,5     | 101,8     | 62,5     | 103,5     | 207,0 |
| 15   | Enzo Perin            | Italia           | 56,5     | 81,6      | 68,0     | 102,6     | 61,5     | 97,8      | 200,4 |
| 16   | Miloslav Švaříček     | Cecoslovacchia   | 62,0     | 91,3      | 63,5     | 96,2      | 67,5     | 103,6     | 199,8 |
| 17   | Arne Larsen           | Norvegia         | 64,0     | 96,5      | 64,5     | 101,8     | 61,0     | 81,2      | 198,3 |
| 18   | Ezio Damolin          | Italia           | 65,0     | 99,5      | 62,0     | 90,9      | 62,0     | 98,6      | 198,1 |
| 19   | Raimo Majuri          | Finlandia        | 61,5     | 91,5      | 67,0     | 99,4      | 59,5     | 93,3      | 192,7 |
| 20   | Arne Barhaugen        | Norvegia         | 64,0     | 95,7      | 62,5     | 91,6      | 60,0     | 95,6      | 191,3 |
| 21   | John Bower            | Stati Uniti      | 61,0     | 90,9      | 62,5     | 90,8      | 62,0     | 100,2     | 191,1 |
| 22   | Eiichi Tanaka         | Giappone         | 62,0     | 89,7      | 62,5     | 90,0      | 62,0     | 100,2     | 190,2 |
| 23   | Horst Möhwald         | Germania         | 65,5     | 97,0      | 64,0     | 89,4      | 61,0     | 92,2      | 189,2 |
| 24   | Štefan Olekšák        | Cecoslovacchia   | 64,5     | 94,8      | 61,5     | 91,0      | 60,5     | 88,6      | 185,8 |
| 25   | Leopold Kohl          | Austria          | 57,0     | 82,2      | 56,0     | 74,9      | 64,5     | 99,4      | 181,6 |
| 26   | Esa Klinga            | Finlandia        | 62,5     | 94,4      | 54,5     | 77,3      | 52,0     | 78,7      | 173,1 |
| 27   | Franz Scherübl        | Austria          | 53,5     | 75,2      | 54,5     | 76,6      | 61,0     | 93,0      | 169,6 |
| 28   | Alois Kälin           | Svizzera         | 67,0     | 61,7      | 59,0     | 81,6      | 54,0     | 78,3      | 159,9 |
| 29   | Raimo Partanen        | Finlandia        | 59,0     | 83,9      | 53,0     | 72,7      | 62,0     | 54,0      | 156,6 |
| 30   | Jim Page              | Stati Uniti      | 57,0     | 80,1      | 52,5     | 71,4      | 49,5     | 72,2      | 152,3 |
| 31   | Jim Shea              | Stati Uniti      | 56,5     | 72,1      | 53,5     | 69,2      | 46,0     | 58,4      | 141,3 |
| 32   | Akemi Taniguchi       | Giappone         | 57,0     | 39,7      | 56,5     | 81,8      | 52,0     | 38,0      | 119,8 |

### Prova di fondo
| Pos. | Atleta                | Nazione          | Tempi  | Tempi  | Tempi   | PC     |
| Pos. | Atleta                | Nazione          | 5 Km   | 10 Km  | 15 Km   | PC     |
| ---- | --------------------- | ---------------- | ------ | ------ | ------- | ------ |
| 1    | Alois Kälin           | Svizzera         | 17'48" | 34'53" | 49'12"8 | 253,33 |
| 2    | Arne Barhaugen        | Norvegia         | 18'19" | 36'20" | 50'40"4 | 234,33 |
| 3    | Arne Larsen           | Norvegia         | 18'44" | 36'39" | 50'49"6 | 232,33 |
| 4    | Tormod Knutsen        | Norvegia         | 18'31" | 36'24" | 50'58"6 | 230,38 |
| 5    | Nikolaj Gusakov       | Unione Sovietica | 18'25" | 36'40" | 51'19"8 | 225,96 |
| 6    | Štefan Olekšák        | Cecoslovacchia   | 18'53" | 36'51" | 51'29"5 | 223,98 |
| 7    | Ezio Damolin          | Italia           | 19'01" | 37'13" | 51'42"3 | 221,44 |
| 8    | Nikolaj Kiselëv       | Unione Sovietica | 18'48" | 37'08" | 51'49"1 | 220,04 |
| 9    | John Bower            | Stati Uniti      | 19'31" | 37'41" | 52'26"4 | 212,66 |
| 10   | Georg Thoma           | Germania         | 19'02" | 37'19" | 52'31"2 | 211,78 |
| 11   | Horst Möhwald         | Germania         | 19'11" | 37'49" | 52'56"2 | 206,98 |
| 12   | Vyacheslav Dryagin    | Unione Sovietica | 19'14" | 37'59" | 52'58"3 | 206,55 |
| 13   | Jim Shea              | Stati Uniti      | 19'37" | 38'06" | 53'04"2 | 205,46 |
| 14   | Bjørn Wirkola         | Norvegia         | 19'42" | 39'01" | 53'51"9 | 196,34 |
| 15   | Rainer Dietel         | Germania         | 19'39" | 38'48" | 54'07"3 | 193,34 |
| 16   | Raimo Partanen        | Finlandia        | 19'38" | 38'42" | 54'15"9 | 191,78 |
| 17   | Enzo Perin            | Italia           | 19'56" | 39'23" | 54'17"7 | 191,42 |
| 18   | Willi Köstinger       | Austria          | 19'45" | 39'39" | 54'35"5 | 188,18 |
| 19   | Erwin Fiedor          | Polonia          | 20'04" | 39'33" | 54'41"3 | 187,06 |
| 20   | Esa Klinga            | Finlandia        | 19'57" | 39'41" | 55'22"4 | 179,49 |
| 21   | Raimo Majuri          | Finlandia        | 20'21" | 40'18" | 55'44"5 | 175,52 |
| 22   | Akemi Taniguchi       | Giappone         | 20'15" | 40'21" | 56'14"1 | 170,01 |
| 23   | Roland Weißpflog      | Germania         | 20'45" | 40'17" | 56'18"2 | 169,30 |
| 24   | Franz Scherübl        | Austria          | 20'34" | 40'28" | 56'19"9 | 169,00 |
| 25   | Waldemar Heigenhauser | Austria          | 20'30" | 40'34" | 56'24"1 | 168,32 |
| 26   | Takashi Fujisawa      | Giappone         | 20'24" | 40'14" | 56'31"0 | 167,12 |
| 27   | Erkki Luiro           | Finlandia        | 21'03" | 41'06" | 56'57"3 | 162,50 |
| 28   | Josef Kutheil         | Cecoslovacchia   | 20'35" | 41'03" | 56'58"3 | 162,36 |
| 29   | Leopold Kohl          | Austria          | 21'29" | 41'27" | 57'09"8 | 160,26 |
| 30   | Miloslav Švaříček     | Cecoslovacchia   | 21'00" | 41'44" | 57'16"7 | 159,08 |
| 31   | Eiichi Tanaka         | Giappone         | 21'43" | 42'15" | 58'23"9 | 147,30 |

### Classifica Finale
| Pos.    | Atleta                | Nazione          | Salto | Fondo  | Totale |
| ------- | --------------------- | ---------------- | ----- | ------ | ------ |
| Oro     | Tormod Knutsen        | Norvegia         | 238,9 | 230,38 | 469,28 |
| Argento | Nikolaj Kiselëv       | Unione Sovietica | 233,0 | 220,04 | 453,04 |
| Bronzo  | Georg Thoma           | Germania         | 241,1 | 211,78 | 452,88 |
| 4       | Nikolaj Gusakov       | Unione Sovietica | 223,4 | 225,96 | 449,36 |
| 5       | Arne Larsen           | Norvegia         | 198,3 | 232,33 | 430,63 |
| 6       | Arne Barhaugen        | Norvegia         | 191,3 | 234,33 | 425,63 |
| 7       | Vyacheslav Dryagin    | Unione Sovietica | 216,2 | 206,55 | 422,75 |
| 8       | Ezio Damolin          | Italia           | 198,1 | 221,44 | 419,54 |
| 9       | Rainer Dietel         | Germania         | 223,8 | 193,34 | 417,14 |
| 10      | Willi Köstinger       | Austria          | 225,5 | 188,18 | 413,68 |
| 11      | Bjørn Wirkola         | Norvegia         | 217,2 | 196,34 | 413,54 |
| 12      | Alois Kälin           | Svizzera         | 159,9 | 253,33 | 413,23 |
| 13      | Štefan Olekšák        | Cecoslovacchia   | 185,8 | 223,98 | 409,78 |
| 14      | Erwin Fiedor          | Polonia          | 219,1 | 187,06 | 406,16 |
| 15      | John Bower            | Stati Uniti      | 191,1 | 212,66 | 403,76 |
| 16      | Roland Weißpflog      | Germania         | 232,4 | 169,30 | 401,70 |
| 17      | Horst Möhwald         | Germania         | 189,2 | 206,98 | 396,18 |
| 18      | Enzo Perin            | Italia           | 200,4 | 191,42 | 391,82 |
| 19      | Waldemar Heigenhauser | Austria          | 210,4 | 168,32 | 378,72 |
| 20      | Takashi Fujisawa      | Giappone         | 208,1 | 167,12 | 375,22 |
| 21      | Josef Kutheil         | Cecoslovacchia   | 208,0 | 162,36 | 370,36 |
| 22      | Erkki Luiro           | Finlandia        | 207,0 | 162,50 | 369,50 |
| 23      | Raimo Majuri          | Finlandia        | 192,7 | 175,52 | 368,22 |
| 24      | Miloslav Švaříček     | Cecoslovacchia   | 199,8 | 159,08 | 358,88 |
| 25      | Esa Klinga            | Finlandia        | 173,1 | 179,49 | 352,59 |
| 26      | Raimo Partanen        | Finlandia        | 156,6 | 191,78 | 348,38 |
| 27      | Jim Shea              | Stati Uniti      | 141,3 | 205,46 | 346,76 |
| 28      | Leopold Kohl          | Austria          | 181,6 | 160,26 | 341,86 |
| 29      | Franz Scherübl        | Austria          | 169,6 | 169,00 | 338,60 |
| 30      | Eiichi Tanaka         | Giappone         | 190,2 | 147,30 | 337,50 |
| 31      | Akemi Taniguchi       | Giappone         | 121,5 | 170,01 | 291,51 |
| 32      | Jim Page              | Stati Uniti      | 152,3 | NP     | 152,30 |

| Posizione | Paese            |   |   |   | Totale |
| --------- | ---------------- | - | - | - | ------ |
| 1         | Norvegia         | 1 | 0 | 0 | 1      |
| 2         | Unione Sovietica | 0 | 1 | 0 | 1      |
| 3         | Germania         | 0 | 0 | 1 | 1      |
| Totale    | Totale           | 1 | 1 | 1 | 3      |